# Новомосковский
Новомосковский — хутор в Ольховатском районе Воронежской области России.
Входит в состав Караяшниковского сельского поселения.

## География

### Улицы
- ул. Озерная

## Население
| 2010 | 2012 |
| ---- | ---- |
| 20   | ↗30  |